# Cheroscorpaena
Cheroscorpaena is een monotypisch geslacht van straalvinnige vissen uit de familie van schorpioenvissen (Apistidae).

## Soort
- Cheroscorpaena tridactyla Mees, 1964